# Adel El Siwi
Adel El Siwi (Behera, 1952) è un artista egiziano.

## Biografia
Adel El Siwi nasce nel 1952 a Behera, in Egitto. Studia presso la Facoltà di Medicina e Chirurgia de Il Cairo nel 1976. Nel frattempo, in maniera indipendente frequenta la Facoltà di Belle Arti del Cairo. A partire dal 1979 la pittura diventa un'attività a tempo pieno. Dal 1980 si trasferisce a Milano, dove vive per i successivi dieci anni. Nel 1990 ritorna a Il Cairo,  dove vive e lavora attualmente. 
Dopo il debutto espositivo in una galleria del Cairo, ha mostrato le proprie opere in giro per il mondo, dall'Egitto alla Germania, dal Libano all'Italia, fino ad arrivare in Messico e Brasile. Parallelamente al successo artistico, si è occupato di altre questioni, come la traduzione in lingua araba del Trattato di Pittura di Leonardo da Vinci. Inoltre, ha lavorato come art-director per il grande schermo ed ha firmato pubblicazioni sull'arte contemporanea.

## Tematiche
Dotato di un segno grafico potente e incisivo, El Siwi immerge la forma umana, soggetto privilegiato del suo lavoro, in una tessitura pittorica densa e compatta, che compromette la tradizionale distinzione di fondo e primo piano, di rilievo e superficie. Dissolta l'integrità formale della figura, la pittura diventa così un continuum a tre dimensioni, attraversate dai piani nevralgici costituiti dalle linee di forza e sfumature di colore. 
Spesso distorce e deforma le figure, mettendo a nudo la loro condizione di sofferenza oppure di gioia, di slancio oppure di esitazione. 
Totemiche ed eleganti, le sue figure ci osservano dall'alveo del loro profondo silenzio, talvolta alleggerito da una specie di arcaico e misterioso sorriso. Anche nelle carte, emerge la sintesi inquieta e potente di questi corpi talora africaneggianti, qualche volta animaleschi e talora semplicemente “altri”, imprescindibile nonostante che spesso il fondo sia semplicemente vuoto e piatto, contenitore amorfo e immobile di tali, arcane presenze.

## Attività

### Group exhibitions
- 2008: Cairo biennale - Cairo, Egitto
- 2008: Arabia Italia : Chelsea art museum - New York, U.S.A
- 2008: Word into Art - Artists of the Middle East, British Museum: esposizione itinerante (curata da Venetia Porter), The British Museum, Dubai, UAE; Mediterranean Triology, Palais des Arts, Marseilles, France; Arab artists in between Italian and Mediterranean Traditions (curata da Martina Corgnati), Damasco, Beirut, Cairo
- 2007: Occidentalism (curate da Karim Francis) The Swiss hotel, Cairo, Egitto
- 2005: Al Azhar Park, Cairo, Egitto
- 2005: Mashrabia Gallery, Cairo, Egitto
- 2005: Fonoon Gallery, Cairo, Egitto
- 2005: Espace Karim Francis, Cairo, Egitto
- 2003: ARAB canvas (curata da Saleh Barakat) Dubai, UAE
- 2003: Arab paintings for Children (curate da Mohi Al Labbad), The Arab World Institute, Parigi, Francia
- 2003: Repliques, Initiative of Philippe Mouillon, Algeria
- 2003: Human Face in Contemporary Egyptian Art, Bibliotheca Alexandrina, Egitto
- 2002: Contemporary Egyptian Art, Beijing, Cina
- 2002: Ateliers Arabes, Unisco Hall, Beirut
- 2002: 18 International artists: Hommage to King Henry the Fourth Initiative of Philippe Mouillon, Lyon, Francia
- 2001: Contemporary Art in Egypt, Città del Messico
- 2000: Italian – Egyptian Contemporary Art Confrontation, Gezira Art Center, Cairo
- 1999: A la nuit Tombée - virtual art show, Philippe Mouillon, Grenoble, Francia
- 1999: 12 Contemporary Egyptian Artists, The Arab World Institute, Paris, Francia
- 1998: Bellektin - Moderling, Dolmabachi Cultural Center, Istanbul, Turchia
- 1998: Days of Kom Ghurab, Hanager Art Center, Opera House, Cairo, Egitto
- 1997: Biennale of Venice: Modernities and Memories, recent works from the Islamic world, Venezia, Italia
- 1997: Biennale of Sharjah, Sharjah, UAE
- 1997: Contemporary Egyptian Art, University of Lebanon, Beirut
- 1997: Biennale of Alexandria, Alexandria, Egitto
- 1997: Trans African Art, Orlando Museum of Modern Art, Florida, USA
- 1997: Sans Frontières, Gallery Micheline Fallet, Ginevra, Svizzera
- 1996: Biennale of Sao Paulo, Sao Paulo, Brasile, altri lavori paralleli a Rio
- 1996: Cairo Biennale, Cairo, Egitto
- 1995: Lexus Hall, Jedda, Arabia Saudita
- 1995: Modern Egyptian Art Exhibition, Marseille, Francia
- 1995: International Institute for Commerce, Mexico City, Mexico
- 1995: Korean Cultural Center, Paris, Francia
- 1994: The Arab World Institute, Paris, Francia
- 1994:  rencontr africaine National Gallery, Johannesburg, Sud Africa; Capetown, South Africa, Lisbona, Portogallo
- 1994: British Institute, Cairo, Egitto
- 1993: Modern Art Museum, New Delhi, India
- 1989: Ghury Palace, Cairo, Egitto
- 1986: Foreign Artists in Italy, Innocenti Palace, Firenze, Italia
- 1975: Egyptian Universities Art Festival

## Mostre Personali
- 2008: The Face and Beyond / Au delà du visage, Le Violon Bleu, Tunisia
- 2007: Siwi Faces Art space, Dubai, UAE
- 2006: My stars Mashrabia gallery, Space Karim Francis, Cairo, Egitto
- 2005: French Cultural Center, Alexandria, Egitto
- 2004: Illusion Art Gallery, Kuwait City, Kuwait
- 2003: Al Riwaq Gallery, Manama, Bahrain
- 2004: Atassi Gallery, Damascus, Syria
- 2004: Agial Gallery, Beirut, Libano
- 2003: Ammar Farhat Gallery, Tunisia
- 1999: Ekhnaton Gallery, Art Center Zamalek, Cairo, Egitto
- 1999: Vision Egyptienne d'Eternité, Ville d" Agde, Francia
- 1996: Egyptian Academy, Roma, Italia
- 1995: Mashrabia Gallery, Cairo, Egitto
- 1993: Mashrabia Gallery, Cairo, Egitto
- 1993: Epreuve d'Artiste, Beirut, Libano
- 1992: Mashrabia Gallery, Cairo, Egitto
- 1990: Papiry Gallery, Berlino, Germania
- 1990: Mashrabia Gallery, Cairo, Egitto
- 1989: Koreuber Gallery, Berlino, Germania
- 1988: Mashrabia Gallery, Cairo, Egitto
- 1987: Cairo Atelier, Cairo, Egitto
- 1985: Cairo Atelier, Cairo, Egitto
- 1980: Cairo Atelier, Cairo, Egitto

### Altri riconoscimenti
- 1994: Art director nel film Ya Donia ya Gharami, Egitto
- 1995: Traduzione e presentazione della Trattato della pittura di Leonardo da Vinci
- 1996: Initiator of Experimental Community Art - project in Kom Ghurab, Old Cairo
- 1997: Editor di Ain, Visual Arts Magazine
- 1997: Membro del Supreme Council of Culture, Egypt
- 2001: Traduzione e presentazione delle Letture sul Bauhaus di Paul Klee
- 2006: Traduzione di Vita di un uomo di Giuseppe Ungaretti.